# The Change
The Change è un album della cantante svedese Marie Fredriksson, pubblicato nel 2004, dalla Capitol.

## Il disco
The Change è un album pop dalle sonorità pop rock e blues; è stato prodotto da Mikael Bolyos ed è il primo, ed unico finora, della Fredriksson cantato in inglese ed affiancato ad una propria etichetta discografica, "Mary Jane".
La maggior parte delle canzoni sono state scritte durante il periodo di malattia della cantante. Nell'album è presente la cover The Good Life (La Belle Ville) ed un brano, Bad Moon, scritto in origine per un ipotetico album con Roxette.
Si ripete una versione orchestrale di The Change, in chiusura dell'album.
L'album The Change è stato pubblicato nel 2004 anche in Sudafrica, Brasile, Cina e Giappone.

## Singoli
I singoli estratti dall'album sono 3. il brano 2:nd Chance, pubblicato il 10 ottobre 2004, esce in contemporanea con la prima pubblicazione dell'album, avvenuta in Svezia. Seguono i singoli All About You, pubblicato il 1º dicembre 2004 e A Table in the Sun, pubblicato nel 2005, il 18 maggio.

## Tracce
1. The Change - 4:08 (Marie Fredriksson)
2. 2:nd Chance - 3:24 (Marie Fredriksson)
3. All You've Gotta Do Is Feel - 4:05 (Mikael Bolyos)
4. April Snow - 4:36 (Marie Fredriksson)
5. Love 2 Live - 2:55 (Mikael Bolyos, Gary T'to)
6. Mother - 5:11 (Mikael Bolyos)
7. Many Times - 3:56 (Mikael Bolyos)
8. All About You - 3:32 (Mikael Bolyos)
9. The Good Life - 3:59 (Sacha Distel, Jack Reardon; Jean Brousolle)
10. Bad Moon - 4:56 (Marie Fredriksson)
11. A Table In The Sun - 4:08 (Marie Fredriksson)
12. The Change - Orchestra - 4:41 (Marie Fredriksson)